# کاج پینیون
کاج پینیون (نام علمی: Pinus subsect. Cembroides) نام یک subsection از سرده کاج است.